# Heinzenberg (Graubünden)

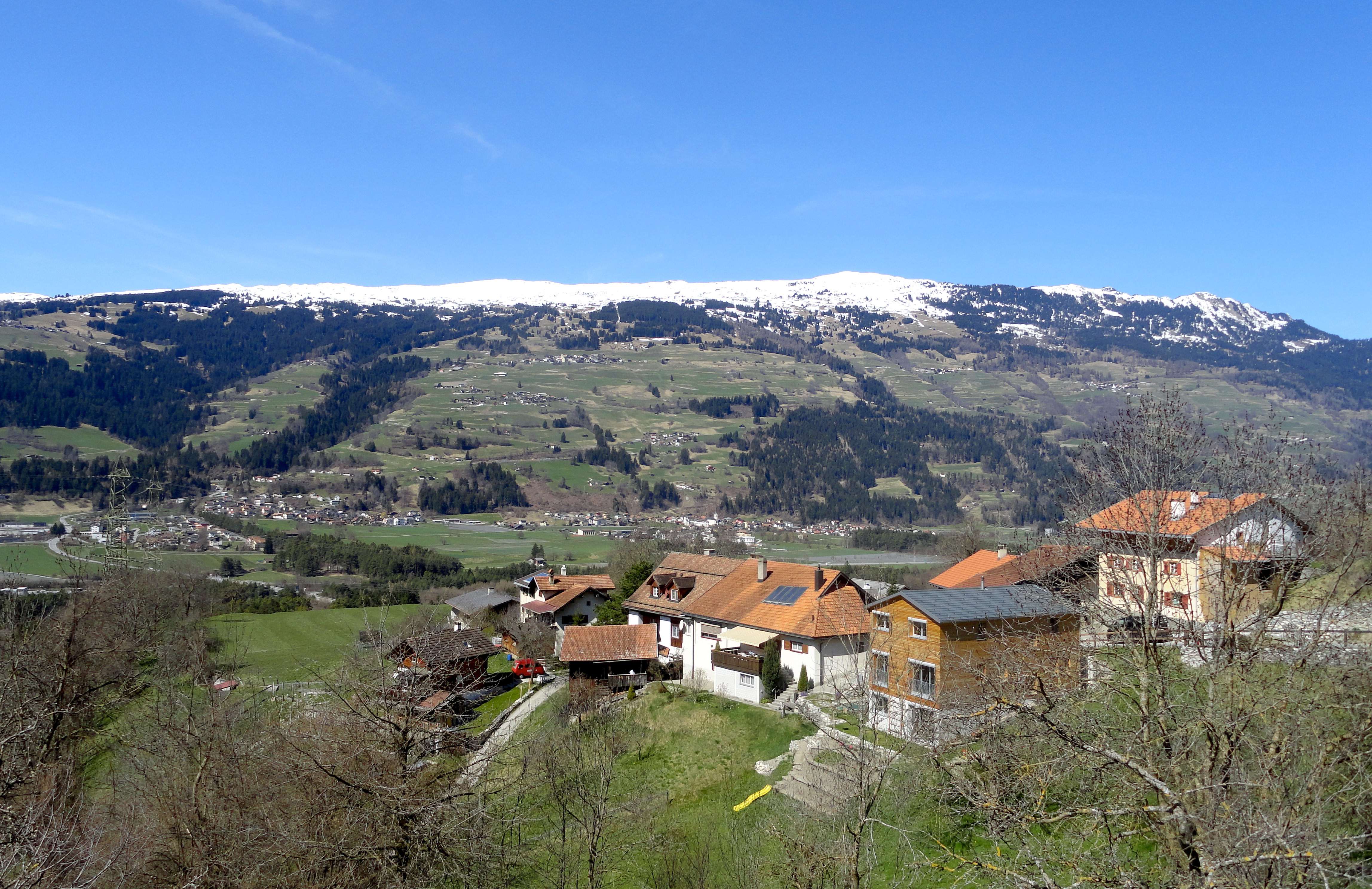
Heinzenberg, im Vordergrund Scharans

Der Heinzenberg (rätorom. Mantogna) ist die westliche Seite des Tales zwischen Thusis und Rothenbrunnen im Schweizer Kanton Graubünden. Die gegenüberliegende östliche Talseite heisst Domleschg, wobei der Heinzenberg hin und wieder auch zum Domleschg gezählt wird. Das Gebiet ist nach der Burg Heinzenberg nahe dem Dorf Präz benannt.

## Geographie

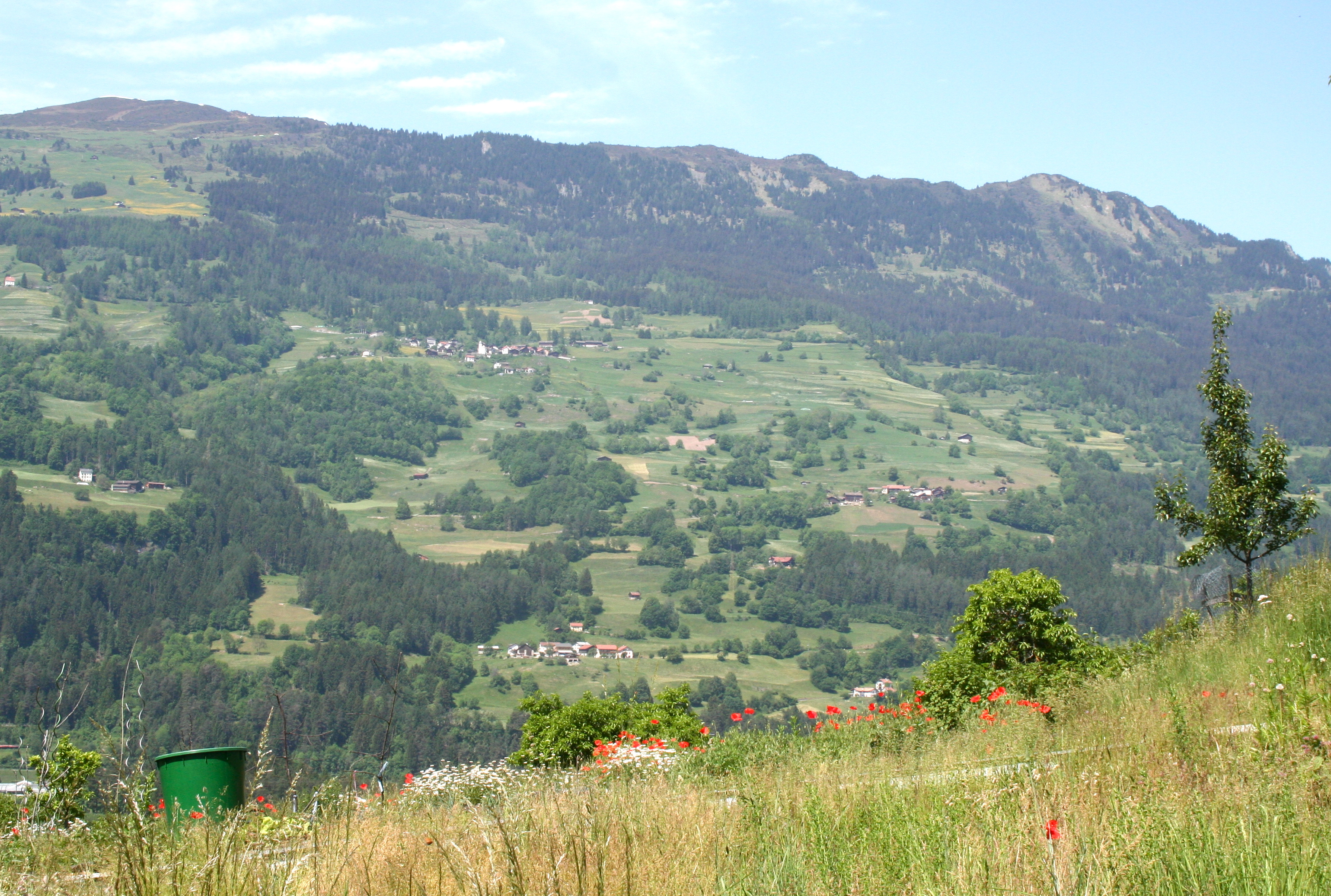
Heinzenberg mit Präz

Der sich rund 15 km in süd-nördlicher Richtung erstreckende Heinzenberg wird im Westen durch den Heinzenberggrat, im Osten durch den Hinterrhein begrenzt. Besonders im südlichen Teil steigt der Hang recht sanft (mit 15 bis 20 Prozent) an und bietet der Landwirtschaft gute Bedingungen. Um die Dörfer finden sich Wiesen und Heimweiden, am unteren Hang auch Äcker und Obstbäume. Darüber schliesst sich eine Zone von Maiensässen an. Höhen über 1800 m ü. M. werden von ausgedehnten Alpweiden eingenommen. Herzog Henri de Rohan lobte die abwechslungsreiche Kulturlandschaft überschwänglich als «schönsten Berg der Welt».
Der Untergrund besteht aus wenig widerstandsfähigem Bündnerschiefer. Sackungen und kleinere Hangrutsche prägen das Bild. Gefürchtet war der den Heinzenberg nach Süden begrenzende Wildbach Nolla, der sich Ende des 18. Jahrhunderts innert weniger Jahrzehnte ein tiefes Tobel grub und Thusis mit seinen Hochwassern heimsuchte. Es erforderte umfangreiche Verbauungen, um die Lage zu stabilisieren. Auch das Porteiner Tobel zeigt grössere Erosionsschäden.
Der Heinzenberggrat beginnt im Süden am 1848 m hohen Glaspass, einem historisch bedeutsamen Übergang (Saumpfad) von Thusis ins Safiental und zieht sich bis an den Vorderrhein hinaus. Die markantesten Punkte des durch einen aussichtsreichen Wanderweg erschlossenen Höhenzuges sind Lüschgrat (2179 m), Tguma (2163 m), Präzer Höhi (2120 m), Crest dil Cut (2016 m) und Crest Ault (1942 m). Nach Westen fällt der Grat schroff ins Safiental ab.

## Gemeinden
Am Hangfuss auf knapp 700 m ü. M. liegen die grösseren Orte Thusis und Cazis. Auf einer unteren Hangstufe (850 bis 1000 m) liegen Masein und Tartar, darüber (1140 bis 1270 m) Urmein, Flerden, Portein, Sarn und Präz. Oberste Gemeinde ist die typisch walserische Streusiedlung Tschappina auf 1400 bis 1600 m.
Ausgehend vom früh germanisierten Thusis breitete sich die deutsche Sprache auch in den kleineren Dörfern aus und verdrängte das angestammte Romanisch (Sutsilvan) zum grossen Teil. Heutzutage beherrscht nur noch eine Handvoll älterer Personen am äusseren Heinzenberg (v. a. in Präz) das Heinzenberger Romanisch. Ausser Cazis schlossen sich sämtliche Gemeinden im 16. Jahrhundert der Reformation an.
Die zehn Gemeinden bildeten den Kreis Thusis. Der ehemalige Bezirk Heinzenberg setzte sich aus den Kreisen Thusis, Domleschg und Safien zusammen. Er wurde zum 1. Januar 2001 aufgelöst. Seither gehörte der Kreis Thusis bis zur Aufhebung der Bezirke am 31. Dezember 2015 zum Bezirk Hinterrhein.
Auf dem Gemeindegebiet von Cazis liegen die archäologischen Fundstellen Cresta-Siedlung und Petrushügel.

## Bevölkerung
| Bevölkerungsentwicklung | Bevölkerungsentwicklung | Bevölkerungsentwicklung | Bevölkerungsentwicklung | Bevölkerungsentwicklung | Bevölkerungsentwicklung | Bevölkerungsentwicklung | Bevölkerungsentwicklung |
| ----------------------- | ----------------------- | ----------------------- | ----------------------- | ----------------------- | ----------------------- | ----------------------- | ----------------------- |
| Jahr                    | 1803                    | 1850                    | 1900                    | 1950                    | 1990                    | 2000                    |                         |
| Einwohner               | 2484                    | 3109                    | 3181                    | 4400                    | 5430                    | 5571                    |                         |

## Verkehr
Von jeher war die Talschaft Domleschg mit dem Heinzenberg Durchgangsland auf dem Weg von Chur zu den Alpenpässen Splügen und San Bernardino. Heute verlaufen beidseits des Flusses wichtige Verkehrsadern: die Autobahn A13 auf der Domleschger, die Rhätische Bahn auf der Heinzenberger Seite.
Das Gebiet des eigentlichen Heinzenbergs wird von zwei Postautolinien (Thusis - Präz und Thusis - Obertschappina, im Sommer bis Glaspass) bedient.